# Технікумівське сільське поселення
Те́хнікумівське сільське поселення — колишнє муніципальне утворення в складі Алнаського району Удмуртії, Росія. Адміністративний центр — село Асановський совхоз-технікум.
Розформоване 9 травня 2021 року законом Удмуртської Республіки за 23 квітня 2021 року № 27-РЗ через переформування муніципального району на муніципальний округ.

## Населення
Населення — 1603 особи (2018; 1650 у 2015, 1664 у 2012, 1689 у 2010, 2063 у 2002).

## Склад
До складу поселення входять такі населені пункти:
| Населений пункт                       | Населення, осіб (2002) | Населення, осіб (2010) | Населення, осіб (2012) |
| ------------------------------------- | ---------------------- | ---------------------- | ---------------------- |
| Желєзнодорожна станція Алнаші, селище | 432                    | 418                    | 417                    |
| Асановський совхоз-технікум, село     | 1556                   | 1189                   | 1161                   |
| Новотроїцький, присілок               | 75                     | 82                     | 86                     |

## Господарство
В поселенні діють 2 середні школи та 2 садочки (Асановський совхоз-технікум, Алнаші), 2 бібліотеки, 2 клуби, 2 фельдшерсько-акушерських пункти.